# Lac Amisk (Alberta)
Le lac Amisk Lake, en anglais : Amisk Lake est un lac situé dans le comté d'Athabasca, dans la région du centre de l'Alberta, au Canada, à environ 175 km au nord-est de la ville d'Edmonton et à 15 km à l'est du village de Boyle.

## Histoire
Dans les années 1940, une ferme d'élevage de vison et un magasin de location de bateaux et de chalets sont construits sur la rive nord-ouest du lac. Par la suite, il est remplacé par deux subdivisions et un emplacement réservé aux caravanes est construit au nord du lac. Cependant, les rives du lac demeurent, pour la plupart, non aménagées.